# 산후안데라코스타
산후안데라코스타(스페인어: San Juan de la Costa)는 칠레 로스라고스 주 오소르노 현의 코무나이다.